# Delia rondanii
Delia rondanii är en tvåvingeart som först beskrevs av Ringdahl 1918.  Delia rondanii ingår i släktet Delia och familjen blomsterflugor. Arten är reproducerande i Sverige. Inga underarter finns listade i Catalogue of Life.